# Magny-sur-Tille
 Magny-sur-Tille  es una población y comuna francesa, en la región de Borgoña, departamento de Côte-d'Or, en el distrito de Dijon y cantón de Genlis.

## Demografía
| 263 | 256 | 386 | 513 | 576 | 645 |
| Para los censos de 1962 a 1999 la población legal corresponde a la población sin duplicidades (Fuente: INSEE [Consultar]) |     |     |     |     |     |